# 乌兰毛都苏木
乌兰毛都苏木，是中华人民共和国内蒙古自治区兴安盟科尔沁右翼前旗下辖的一个乡镇级行政单位。

## 行政区划
乌兰毛都苏木下辖以下地区：
勿布林嘎查、萨仁台嘎查、草根台嘎查、敖勒斯台嘎查、白音居力合嘎查和乌兰河嘎查。